# Alexandre Louis du Crest de Villeneuve
Ne doit pas être confondu avec Alexandre de Villeneuve.
Alexandre Louis du Crest de Villeneuve est un officier de marine français, né le 8 mars 1777 au Theil-de-Bretagne, mort le 22 mars 1852 à Paris.

## Biographie
Alexandre Louis du Crest de Villeneuve naît le 8 mars 1777 et il est baptisé le lendemain au Theil-de-Bretagne. Il est le fils de René François Ducrest de Villeneuve (1744-1799), sieur de Villeneuve, procureur fiscal des juridictions de Rouvray et de Sussé, juge de paix du canton du Theil, colonel des Gardes Nationales en Bretagne, sénéchal du Theil, et de Perrine Julienne Françoise Herbert de La Vigne (morte en 1806).
Engagé comme novice à 14 ans en 1791 au début de la Révolution française, Alexandre Louis du Crest de Villeneuve est aspirant de 1re classe en 1796 et enseigne de vaisseau en 1800. Il participe à la bataille de Trafalgar, le 21 octobre 1805, sur le Redoutable (1791) qui résiste d'abord au HMS Victory, sur lequel est tué l'amiral Horatio Nelson. L'enseigne de vaisseau du Crest de Villeneuve est grièvement blessé à l'abordage et fait prisonnier mais échappe à la noyade lorsque le Redoutable coule le lendemain.
Lieutenant de vaisseau en 1808, il commande la Mouche no 6 et part en mission pour Manille. À son arrivée, il est fait prisonnier par les autorités, qui ont pris parti pour les Alliés. Il est secouru début septembre par l'Entreprenant, de Pierre Bouvet. Ducrest de Villeneuve publie ses aventures sous le titre Journal du voyage de «la Mouche no 6», sous le commandement du lieutenant de vaisseau Ducrest de Villeneuve, expédiée pour l'Ile-de-France et Manille, en 1808.

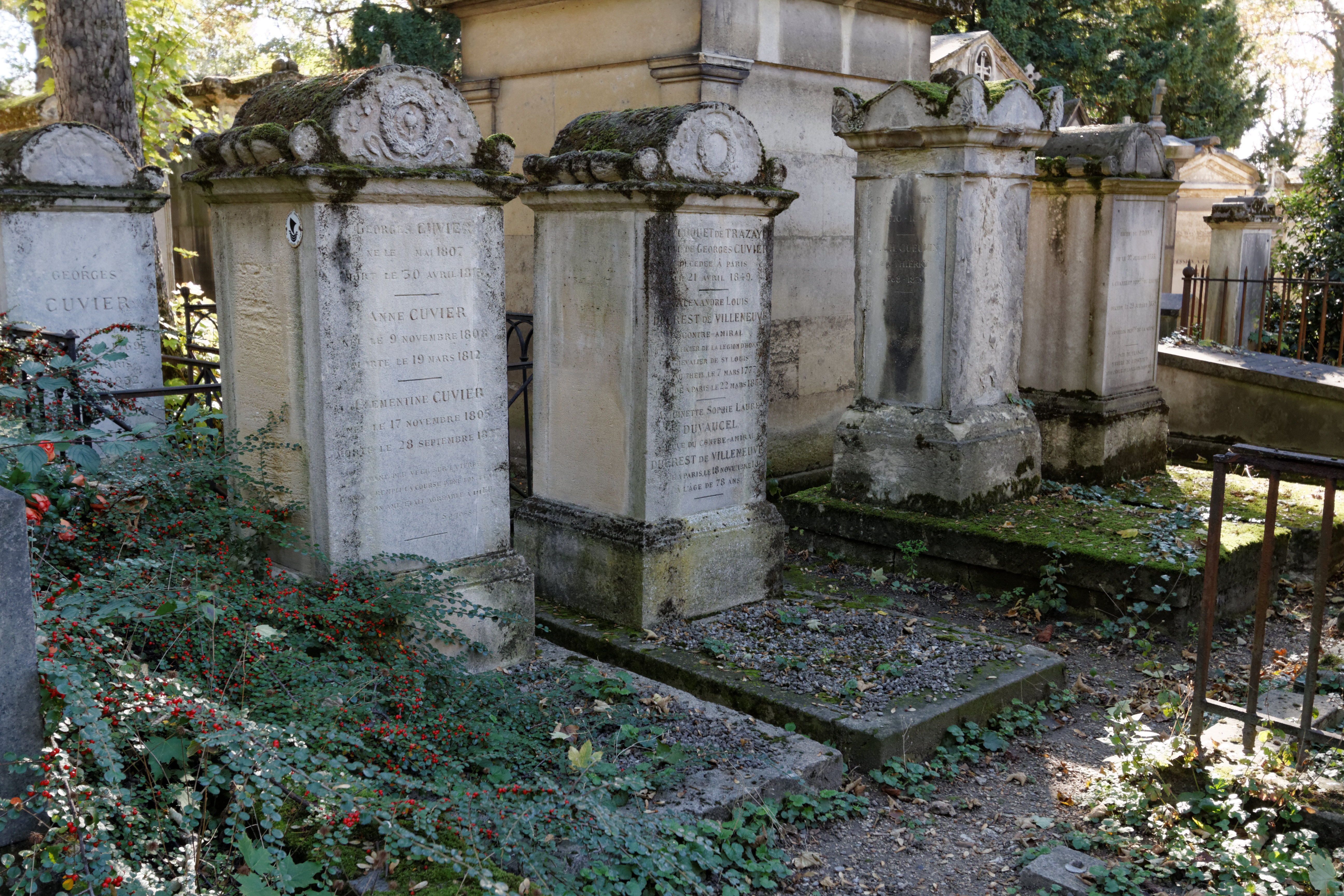
Tombe au cimetière du Père-Lachaise.

Après le combat des 17–18 septembre 1810, on lui confie le commandement de la frégate HMS Ceylan capturée, mais le lendemain même, une division britannique rencontre les navires éprouvés par leur bataille de la veille, et les capture tous à l'exception de la corvette Victor, qui parvient à fuir (le Victor était l'ancien Revenant de Robert Surcouf). Ducrest de Villeneuve est fait prisonnier en 1810 puis nommé capitaine de frégate. Libéré en 1811, il commande en 1812 la frégate de 44 canons l'Alcmène. Le 16 janvier 1814, il livre bataille au large des Canaries à un vaisseau anglais de 74 canons, le HMS Venerable. L'Alcmène est dévasté et son équipage décimé mais le capitaine du Crest de Villeneuve tente l'abordage, est grièvement blessé à l'arme blanche et fait prisonnier. L'amiral lord Durham refuse l'épée du capitaine en déclarant : «elle est en de trop dignes mains»[réf. nécessaire]. Libéré la même année, du Crest de Villeneuve commande le Magnifique puis, de 1816 à 1818, la Normande. Capitaine de vaisseau en 1819, il commande l'Antigone de 1820 à 1822 puis l'Astrée.
Il est contre-amiral en 1829, major général de la flotte à Toulon en 1830, commandant en 1832, avec pavillon sur la Médée, de la division française (onze vaisseaux) de l'escadre franco-britannique qui assure le blocus des côtes flamandes pendant le conflit avec la Hollande consécutif à l'indépendance de la Belgique. Il est préfet maritime de Lorient en 1833, et quitte le service actif en 1842.
Il repose à Paris au cimetière du Père-Lachaise (8e division),.

## Famille et descendance

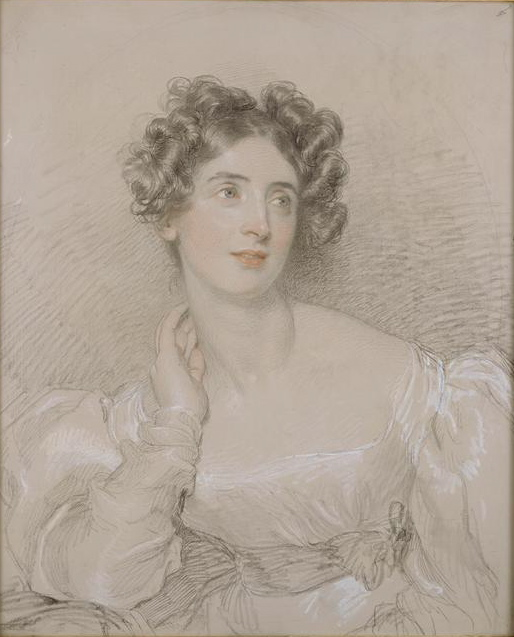
Portrait de Sophie Duvaucel, par Sir Thomas Lawrence (Musée du Louvre).

La famille du Crest de Villeneuve est une famille d'ancienne bourgeoisie originaire de Bretagne. Elle est connue depuis le XVIe siècle.
Marié en premières noces le 1er mai 1806 à Lorient à Adélaïde Thévenard (1790-1830), fille d'un officier de marine, puis en secondes noces le 15 novembre 1834 à Paris, à la femme de lettres Sophie Duvaucel, fille de Louis-Philippe Duvaucel, fermier général, exécuté le 8 mai 1794 à Paris, et belle-fille du baron Cuvier. De son premier mariage il a eu :
1. Léocadie Marie du Crest de Villeneuve (1808-1832).
2. Alexandre Marie du Crest de Villeneuve (1813-1892), contre-amiral.
3. Adèle Hyacinthe Marie du Crest de Villeneuve (née en 1815). Épouse d'Alfred Marie Marcelin Filleau de Saint-Hilaire (1805-1878), officier de l'infanterie maritime.
4. Charles Louis Marie du Crest de Villeneuve (né en 1818).
5. Eugène Antoine Marie du Crest de Villeneuve (1824-1865), capitaine adjudant major au 13e bataillon de chasseurs à pied. Marié en 1853 à Louise Duvaucel.

## Distinction principale
- Grand officier de la Légion d'honneur[9]
- Chevalier de l'ordre royal et militaire de Saint-Louis